# Bartolomeo Conti
Bartolomeo Conti (Manoppello, ... – Vienne, maggio 1312) è stato un vescovo cattolico italiano.

## Biografia
Appartenente alla famiglia comitale di Manoppello, venne acclamato dal capitolo della diocesi dell'Aquila come nuovo vescovo nel 1303; la richiesta fu accolta da papa Bonifacio VIII, che gli concesse la nomina episcopale, e la consacrazione avvenne nell'agosto di quello stesso anno. Durante l'episcopato fu accusato di diversi capi penali e per difendersi davanti al pontefice si recò al concilio di Vienne, a cui era stato da papa Clemente V già dal 1307; tuttavia, poco dopo essere giunto nella città francese nel maggio 1312, morì e lì fu sepolto, nella cattedrale di San Maurizio.